# José Cruceta Almánzar
José Alberto Cruceta Almánzar (20 de octubre de 1958, Moca) es un juez y profesor dominicano, miembro de la Primera Sala o Sala de Civil y Comercial de la Suprema Corte de Justicia desde diciembre del año 2011.
Es incorporado a la Carrera Judicial mediante Resolución núm. 287-2001 de fecha 19 de abril de 2001 de la Suprema Corte de Justicia. Al momento de su designación, se desempeñaba como Juez Primer Sustituto de la Cámara Civil y Comercial de la Corte de Apelación del Departamento Judicial de La Vega, desde su creación en 1993.
Fue ayudante fiscal del Distrito Judicial de Espaillat (1986) y Juez de la Cámara Civil, Comercial y de Trabajo del Juzgado de Primera Instancia del Distrito Judicial de Espaillat (1992-1993).

## Biografía
Cruceta nació en Moca el 20 de octubre de 1958. Realizó sus estudios primarios en el Colegio Porfirio Morales, de la ciudad de Moca y concluyó los secundarios en el Colegio Domingo Savio, de la misma ciudad, obteniendo el título de Bachiller en Ciencias y Letras el 7 de mayo de 1979.
Se graduó de licenciado en Derecho de la Pontificia Universidad Católica Madre y Maestra (PUCMM) en 1984. Posteriormente, en el año 1988, cursó la maestría en Ciencias Jurídicas; en el año 1991 cursó la Maestría en Pensamiento Social (economía, sociología y política) y en 1994 obtuvo el título de Magíster en Derecho Comercial y Societario, en la indicada Alta Casa de Estudios. Es egresado de la Universidad de Alicante, España, del Postgrado en Argumentación jurídica, así como también egresado de la Escuela Judicial de Barcelona, España, del Programa Control Judicial de la Administración por los Tribunales de Justicia y obtuvo el título de Especialista en Derecho Judicial, egresado de la Escuela Nacional de la Judicatura. Ha cursado, además, numerosos diplomados nacionales e internacionales, dentro de los que cabe destacar el diplomado en Derecho de Trabajo, en la Universidad Autónoma de Santo Domingo (UASD), en 1995.
Contrajo matrimonio con María Guadalupe Cruz el 27 de junio de 1992, con quien tuvieron dos hijos: José Alberto y Shelma Cruceta.
Fue designado Juez de la Suprema Corte de Justicia por el Consejo Nacional de la Magistratura el 22 de diciembre de 2011, y designado por el Pleno del Alto Tribunal como Juez Miembro de la Primera Sala o Sala Civil y Comercial de la Suprema Corte de Justicia.